# Desmomys
Desmomys (Thomas, 1910) è un genere di Roditori della famiglia dei Muridi.

## Descrizione

### Dimensioni
Al genere Desmomys appartengono roditori di piccole dimensioni, con lunghezza della testa e del corpo tra 110 e 155 mm, la lunghezza della coda tra 105 e 150 mm e un peso fino a 100 g.

### Caratteristiche craniche e dentarie
Il cranio è delicato, arcuato e presenta un rostro corto e la regione inter-orbitale molto stretta. Gli incisivi sono attraversati longitudinalmente da un solco superficiale.
Sono caratterizzati dalla seguente formula dentaria:

### Aspetto
La pelliccia può essere ispida oppure soffice. Le parti dorsali variano dal brunastro al bruno-nerastro mentre quelle ventrali sono bianche o bianco-grigiastre. Le orecchie sono arrotondate. Le zampe anteriori hanno quattro dita funzionali, il pollice è mancante e il mignolo è ridotto, i piedi hanno le due dita all'estremità ridotte. La coda è più lunga della testa e del corpo, è scura sopra, chiara sotto ed è ricoperta finemente di peli. 

## Distribuzione
Questo genere è endemico dell'Etiopia.

## Tassonomia
Il genere comprende 2 specie.
- Desmomys harringtoni
- Desmomys yaldeni